# Nordische Gesellschaft
Nordische Gesellschaft var en förening verksam 1921–1945 i Lübeck med uppgift att befordra tysk-nordiska kulturella och ekonomiska förbindelser.
Föreningen utgav tidskriften Ostsee-Rundschau och Deutsch-nordisches Jahrbuch.